# Fritz G. Winter
Friedrich Gottlieb Winter, genannt Fritz G. Winter (* 22. März 1910 in Düsseldorf; † 12. November 1986 in München), war ein deutscher Architekt und Direktor der Werkkunstschule Krefeld.
Um eine Verwechselung mit dem nur wenige Jahre älteren Künstler Fritz Winter auszuschließen, nannte er sich Fritz G. Winter.

## Leben
Nach seinem Abitur 1928 in Düsseldorf studierte Winter an der Technischen Hochschule Berlin bei Hans Poelzig und Clemens Holzmeister sowie in Wien Architektur. Sein Studium beendete er 1933 mit der besten Diplomprüfung des Jahres der TH Berlin im Fach Architektur. Als Auszeichnung für diese Leistung erhielt er ein Stipendium für ein einjähriges Aufbaustudium in Toronto.
Von 1935 an war er bis Kriegsbeginn 1939 selbstständiger Architekt in Berlin. Während des Zweiten Weltkriegs war er mit dem Entwurf und Bau militärischer Bauten beschäftigt.
Nach Kriegsende verlegte er seinen Wirkungskreis in seine rheinische Heimat und eröffnete zunächst ein Architekturbüro in Langenberg. 1948 wurde er zum Direktor der Handwerker- und Kunstgewerbeschule Krefeld berufen. Anfang 1949 trat er sein Amt an. Insbesondere lehrte er industrialisiertes Bauen und Bauanalyse. 1949 ließ er die Schule in Werkkunstschule Krefeld umbenennen. Im selben Jahr wurde er Vorsitzender des Vereins der Werkkunstschulen in der Bundesrepublik. 1961 wurde er zum Professor ernannt. Diese Aufgabe nahm er bis zur Umwandlung der Werkkunstschule zur Fachhochschule Niederrhein 1971 wahr. Bis zu seinem Ruhestand 1975 arbeitete er dort im Fachbereich Design.
Das wohl bekannteste Werk Winters der Vorkriegszeit ist das Italienhaus der Hitlerjugend in Berlin-Spandau. Errichtet wurde es als ein Gästehaus für internationale Besucher im damals zeitgemäßen Heimatstil. Nach dem Krieg plante Winter einige kleinere evangelische Kirchen  im Rheinland.

## Bauten

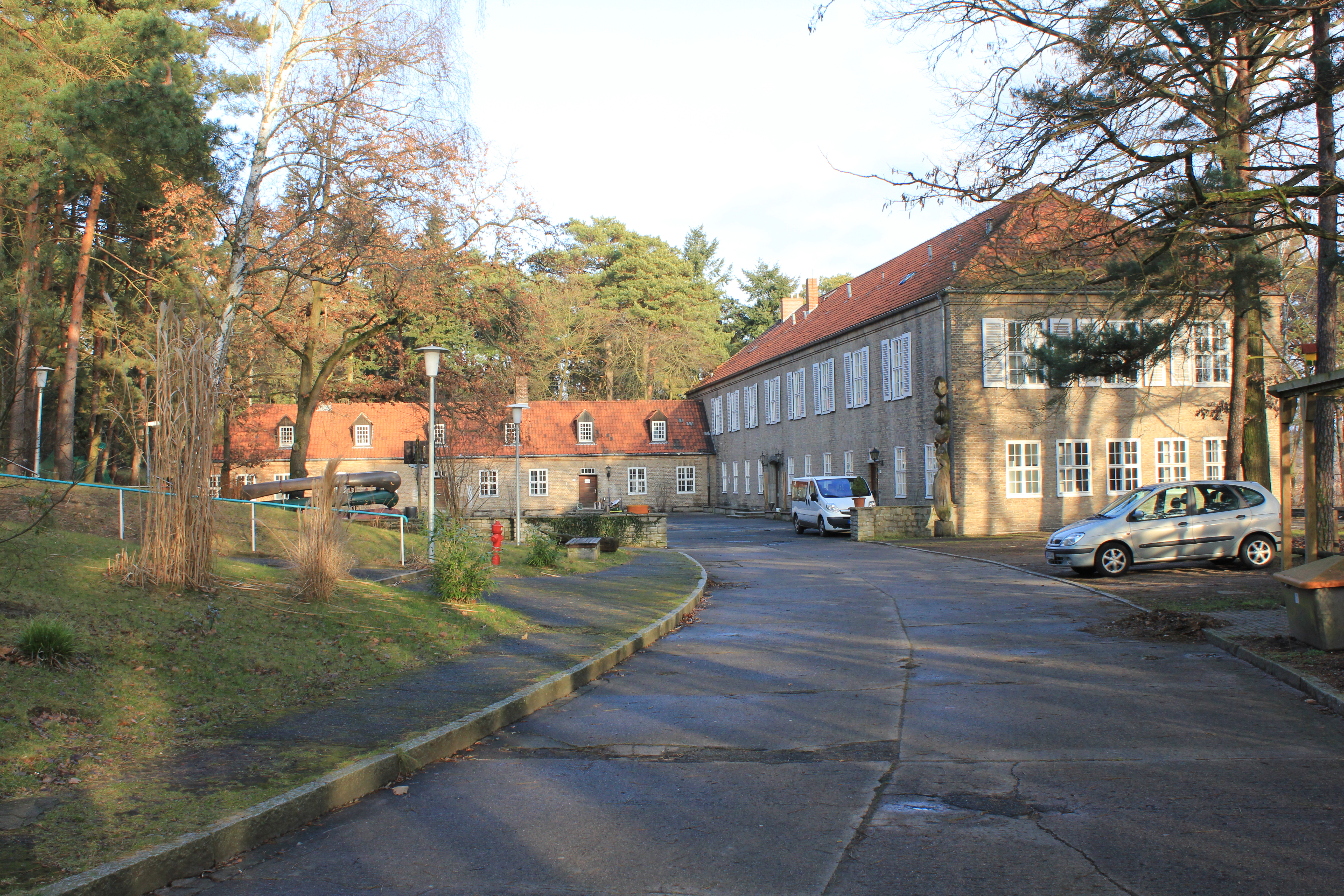
Italienhaus in Berlin-Gatow (1937–1938)

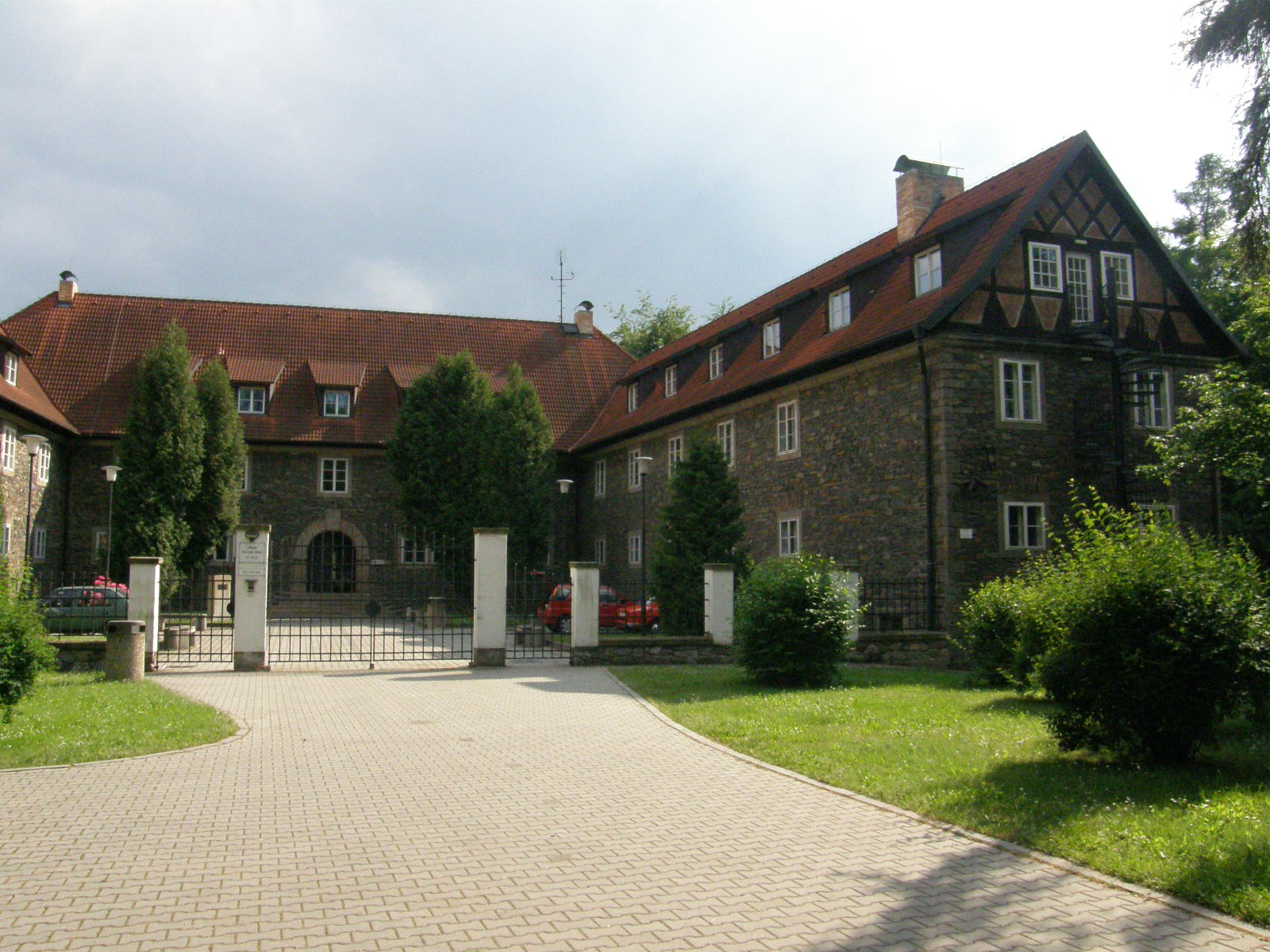
Hitlerjugendheim in Jihlava, Tschechien (1942)

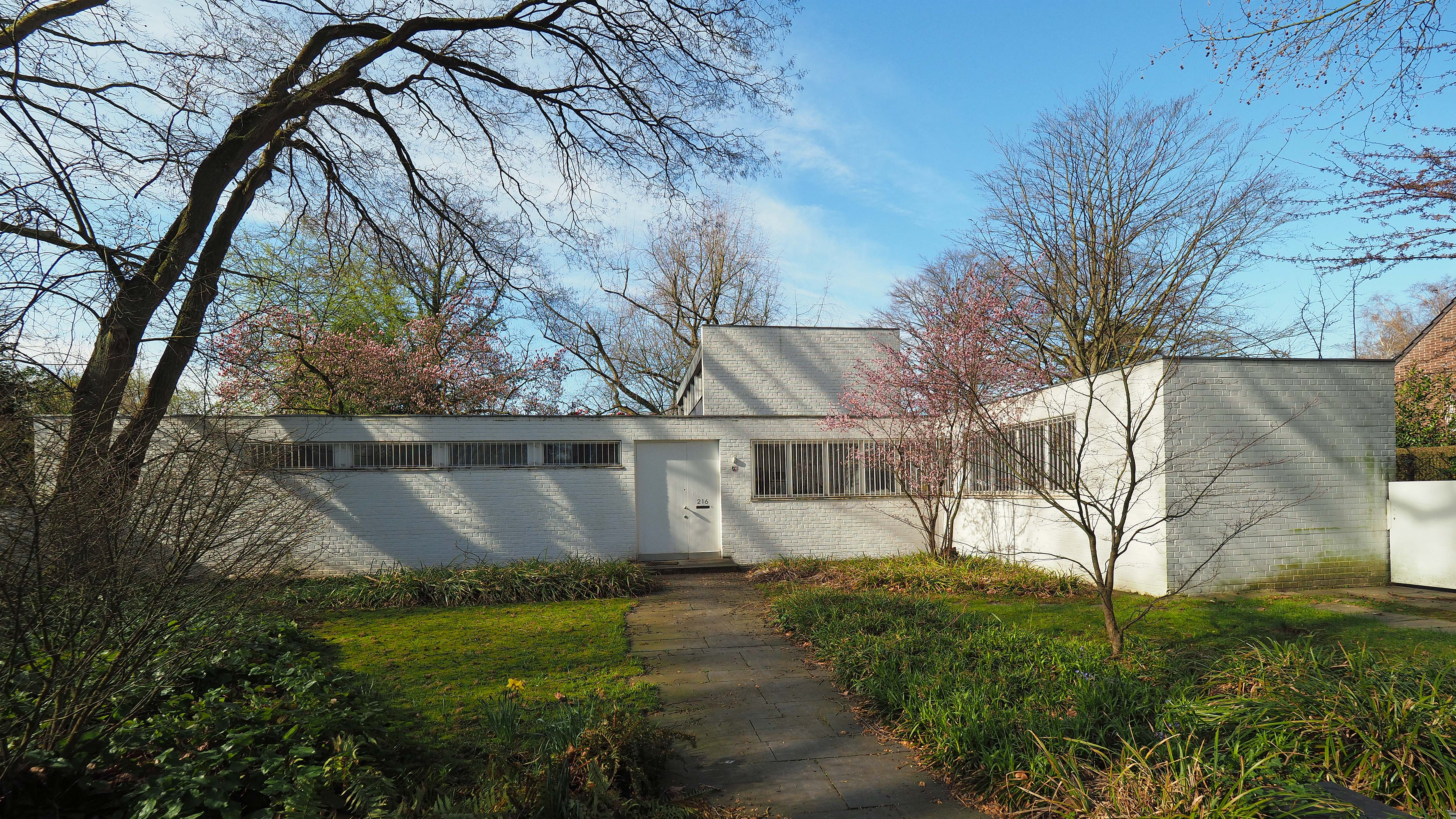
Atelierhaus Klinar (1956)

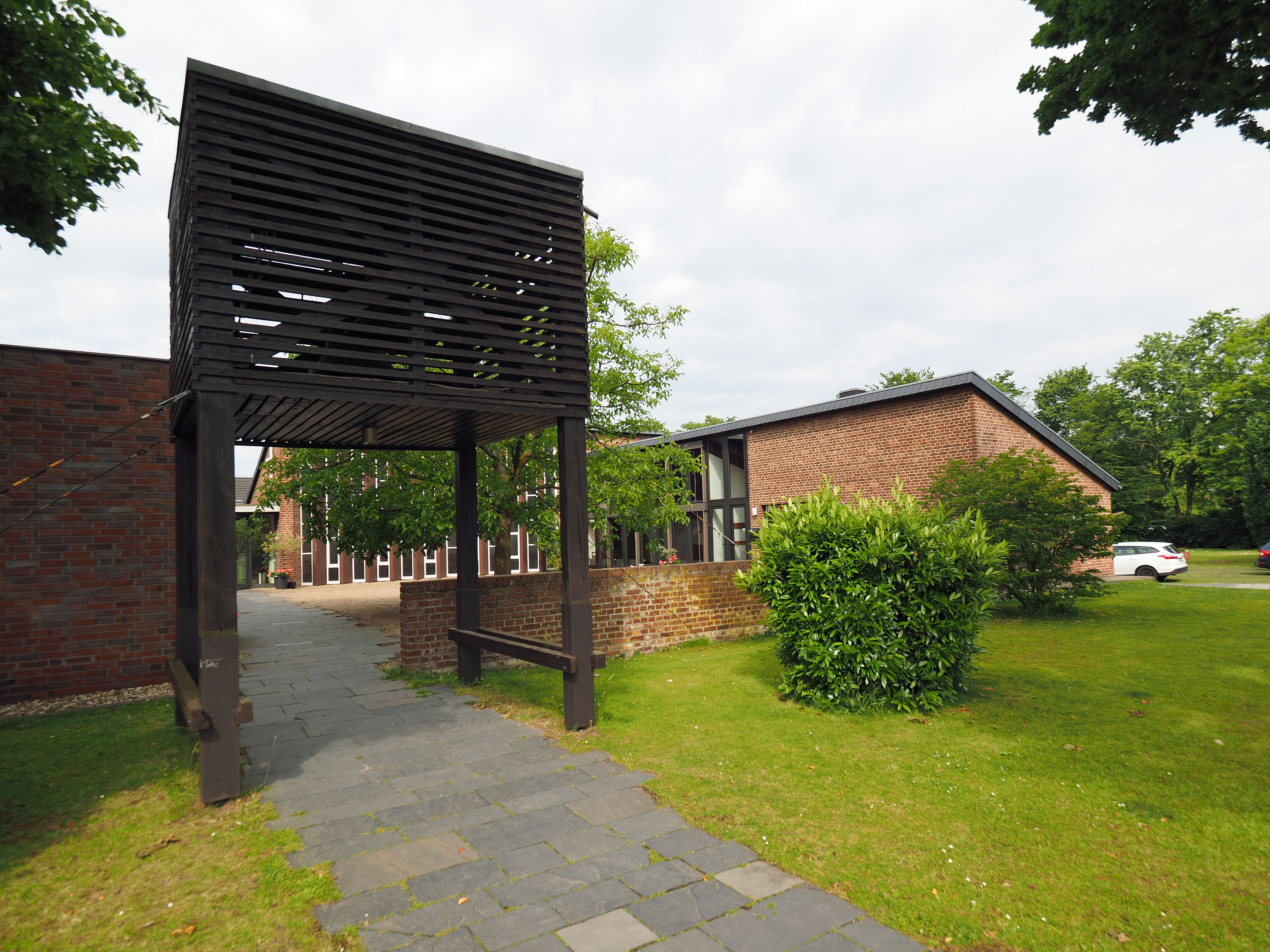
Ev. Thomaskirche (Krefeld) (1956)

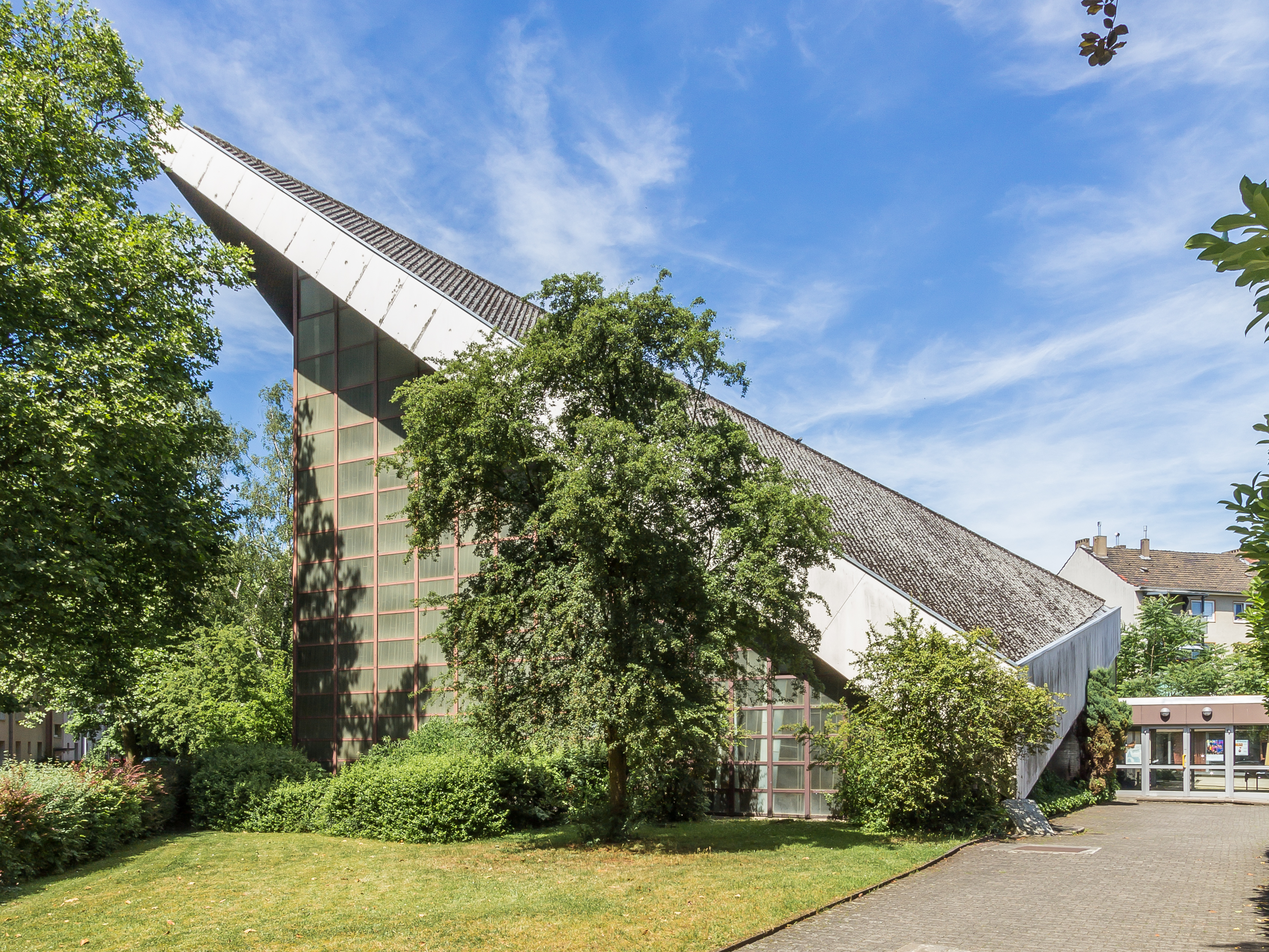
Stephanuskirche, Köln-Riehl (1963–1965)

- 1937–1938: Haus Dr. Möhring in Berlin-Frohnau, Senheimer Straße 49a[2]
- 1937–1938: Auslandshaus der Hitlerjugend in Berlin-Gatow, Breitehornweg 54[3]
- 1951: Wiederaufbau und Erweiterung der Werkkunstschule  in Krefeld
- 1952–1958: Rathaus Wesel am Mathenaplatz (1971 abgerissen)[4]
- seit 1953: Krefeld-Gartenstadt
- vor 1956: Jugenderholungsheim Schwelm
- vor 1956: Ev. Kirche in Übach-Palenberg
- 1956: Atelierhaus Klinar in Krefeld, Kaiserstraße 216 (mit William Dunkel)[5]
- 1956: Mädchengymnasium Godesberg
- 1956: Ev. Thomaskirche in Krefeld - Traar – Verberg  am Flünnertzdyk, Ecke Luiterweg
- 1957: Ev. Auferstehungskirche in Übach-Marienberg
- 1958: Gemeindezentrum Baesweiler – Setterich[6]
- 1961: U-Bahnhof Hansaplatz (mit Bruno Grimmek und Werner Düttmann)[7]
- vor 1964: Dorfkirche  Roßbach (Westerwald)
- 1964: Evangelische Kreuzkirche und Campanus-Haus in Wassenberg
- 1963–1965: Stephanuskirche/Gemeindezentrum Köln-Riehl[8]
- vor 1970: Gemeindezentrum Homberg/Ndrh.
- vor 1970: Erweiterungsbau der Evangelischen Akademie in Mülheim an der Ruhr,
- vor 1970: Gemeindezentrum Neukirchen/Ndrh.
- vor 1970: Studienleiterhaus
- vor 1970: Rathaus Rheinkamp
- vor 1970: Ev. Kirche in Wiesbaden
- 1965–1970: Gemeindezentrum Leverkusen-Wiesdorf[9]
- vor 1970: Oberstufenschule Düsseldorf-Garath
- vor 1970: Gemeindezentrum Issum
- vor 1970: Teepavillon
- vor 1970: Aussichtsturm
- vor 1970: Stadthalle Krefeld (nur Entwurf - nie realisiert: siehe auch Seidenweberhaus)
- eigenes Wohnhaus in Krefeld

## Schriften
- Das Landdienstheim der Hitler-Jugend. Erwin Skacel, Leipzig, 1939.
- Kleinkirchen. Scherpe, Krefeld, 1960.
- Bauten und Ziele. Scherpe, Krefeld, 1970.
- Querlage: Gestalt als Sinn. Scherpe, Krefeld, 1988. ISBN 978-3-7948-0206-7.
- Architekturstudium an Werkkunstschulen. Krefeld, o. D.
- Werken und Werden – eine Werklehre. Krefeld, 1960.
- Der Wachstums-Komplex – Glücklich leben heißt gestalten. Herderbücherei "menschlicher leben", Band 764, Herder Freiburg, 1980. ISBN 3-451-07764-7.